# Palais Festetics (Budapest)
Le Palais Festetics (en hongrois : Festetics-palota) est un édifice situé dans le 8e arrondissement de Budapest. Le bâtiment a été construit entre 1862 et 1865 par György Festetic en style néo-renaissance. Il héberge depuis 202 l'université germanophone de Budapest.